# Мар'ян Каспшик
Маріан Кшиштоф Каспшик (пол. Marian Krzysztof Kasprzyk; 22 вересня 1939) — польський боксер-любитель. Олімпійський чемпіон, бронзовий призер літніх Олімпійських ігор та чемпіонату Європи з боксу.

## Життєпис
Народився в місті Кельці, нині Свентокшиське воєводство Польщі.
Брав участь у трьох поспіль літніх Олімпіадах:
- На літніх Олімпійських іграх 1960 року в Римі (Італія) у напівсередній вазі (до 63,5 кг) здобув бронзову медаль, почергово перемігши Кармело Гарсію (Іспанія), Гйорджі Пала (Угорщина) та у чвертьфіналі — Володимира Єнгібаряна (СРСР). Отримані у чвертьфіналі ушкодження не дали йому змогу вийти на півфінальний двобій.
- На літніх Олімпійських іграх 1964 року в Токіо (Японія) виборов золоту олімпійську медаль почергово перемігши Місаеля Вілугрона (Чилі), Сікуру Алімі (Нігерія), Кічізіро Амада (Японія), Сільвано Бертіні (Італія) та у фіналі — Річардаса Тамуліса (СРСР).
- На літніх Олімпійських іграх 1968 року в Мехіко (Мексика) у першому ж двобої поступився Армандо Мунізу (США) і вибув з подальших змагань.

На чемпіонаті Європи 1961 року в Белграді (Югославія) дістався півфіналу, де поступився Алоїзу Туміньшу (СРСР).